# 坎彭
坎彭（荷蘭語：Kampen，發音：[ˈkɑmpə(n)] ⓘ）是位在荷蘭上愛塞省西北部的一座城市与市镇，也是該省的最大城。坎彭坐落在艾瑟爾河下游平原，曾是漢薩同盟的一員。2016，坎彭市镇人口为52,398人。
坎彭是荷蘭國內保存最佳的古老城鎮之一，有一座古城牆和許多古教堂。

## 友好城市
- 德国索斯特
- 德国迈讷茨哈根
- 匈牙利帕波
- 以色列埃拉特

## 外部連結
- 坎彭官方網站（页面存档备份，存于） （荷兰文）
- 坎彭（页面存档备份，存于）於荷蘭觀光局網站 （英文）